# Henri Louis Anne van Wijk
Henri Louis Anne van Wijk (* 24. Oktober 1909 in Den Haag; † 17. September 2001 in Katwijk) war ein niederländischer Romanist, Hispanist und Lusitanist.

## Leben und Werk
Van Wijk, Neffe des Leidener Slawisten Nicolaas van Wijk (1880–1941), studierte Französisch und Spanisch in Amsterdam, Coimbra und Poitiers. Er wurde 1946 von Jonas Andries van Praag an der Universität von Amsterdam promoviert mit der Arbeit Contribución al estudio del habla popular de Venezuela. Er lehrte von 1939 bis 1955 an der Wirtschaftshochschule Rotterdam, von 1949 bis 1954 an der Universität Groningen und ab 1955 als Lektor für Spanisch und Portugiesisch an der Universität Leiden, von 1979 bis zu seiner Emeritierung 1980 als Professor.

## Werke
- (Hrsg. mit D. W. A. van der Kemp) Lecturas hispanoamericanas, Den Haag, Van Cleef, 1941. 
  - (Hrsg. mit D. W. A. van der Kemp) Sudamérica desconocida, Den Haag, Van Cleef, 1943.
- (mit D. W. A. van der Kemp) Portugees-Braziliaanse spraakkunst voor Nederlanders met oefeningen en lectuur, Den Haag, Van Cleef, 1944, 1947.
- (Hrsg.) Antología de cuentos hispanoamericanos, Den Haag, Van Cleef, 1951 (Vorwort von Gerardus Johannes Geers).
- Herkomst en evolutie van het Spaans in Amerika, Groningen, Wolters, 1955.
- O Papiamento, um dialecto crioulo de origem española ou portuguesa?, Den Haag, 1958 (Vortrag).
  - "Orígenes y evolución del Papiamentu", in: Neophilologus 42, 1958, S. 169–182.
- (Hrsg.) Zuid-Amerikaanse verhalen, Utrecht, Spectrum, 1959.